# Mid Bedfordshire
Mid Bedfordshire este un district ne-metropolitan situat în Regatul Unit, în comitatul Bedfordshire din regiunea East, Anglia.

## Orașe din cadrul districtului
- Ampthill
- Biggleswade
- Flitwick
- Potton
- Sandy
- Woburn

## Vedeți și
- Listă de orașe din Regatul Unit